# Nubaboli
Nubaboli is een bestuurslaag in het regentschap Lembata van de provincie Oost-Nusa Tenggara, Indonesië. Nubaboli telt 213 inwoners (volkstelling 2010).